# Lingtren
Lingtren är ett berg i Kina. Det ligger i Tibet, i den sydvästra delen av landet, omkring 450 kilometer sydväst om regionhuvudstaden Lhasa. Toppen på Lingtren är 6 714 meter över havet, eller 613 meter över den omgivande terrängen. Bredden vid basen är 4,4 km.
Runt Lingtren är det ganska glesbefolkat, med 43 invånare per kvadratkilometer. Det finns inga samhällen i närheten. Trakten runt Lingtren är permanent täckt av is och snö.
Genomsnittlig årsnederbörd är 1 695 millimeter. Den regnigaste månaden är juli, med i genomsnitt 358 mm nederbörd, och den torraste är november, med 13 mm nederbörd.